# Udea ardekanalis
Udea ardekanalis là một loài bướm đêm trong họ Crambidae.